# Resistenza greca
La Resistenza greca (greco: Εθνική Αντίσταση, romanizzato: Ethnikí Antístasi, italiano: "Resistenza nazionale"), coinvolse gruppi armati e disarmati provenienti da tutto lo spettro politico che resistettero all'occupazione della Grecia da parte dell'Asse nel periodo 1941-1944, durante la Seconda guerra mondiale. Il gruppo più numeroso era l’EAM e l'ELAS, dominato dai comunisti. La Resistenza greca è considerata uno dei movimenti di resistenza più forti e attivi nell'Europa occupata dai nazisti, con partigiani, uomini e donne conosciuti come andartes e andartisses, si originò nella Grecia centro-settentrionale, arrivando a controllare gran parte delle campagne e delle montagne in seguito all'armistizio italiano del 1943 e prima del ritiro tedesco dalla Grecia alla fine del 1944.

## Origini

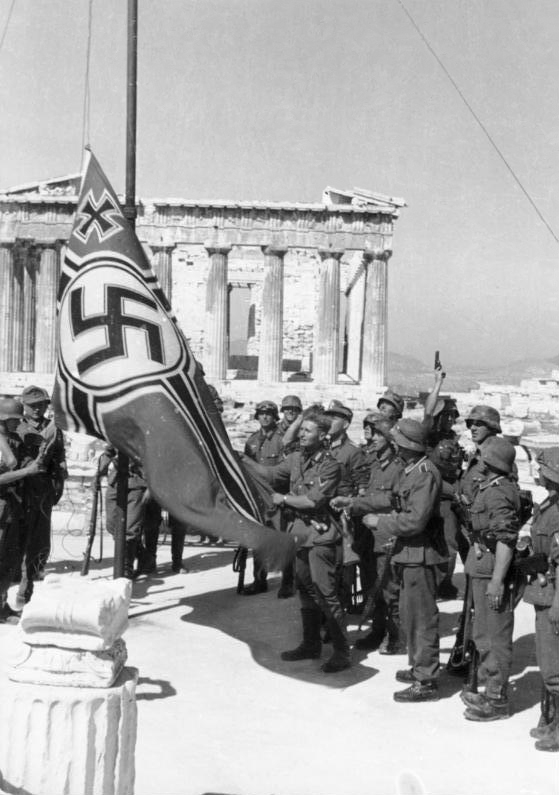
La bandiera nazista viene issata nel maggio del 1941 dinnanzi al Partenone di Atene

L’ascesa dei movimenti di resistenza in Grecia fu accelerata dall’invasione e dall’occupazione della Grecia da parte della Germania nazista (e dei suoi alleati Italia e Bulgaria) dal 1941 al 1944. L’Italia aprì la strada con il suo tentativo di invasione dall’Albania nel 1940, che fu respinto dall’esercito greco. Dopo l'invasione tedesca, l'occupazione di Atene e la caduta di Creta, il re Giorgio II e il suo governo fuggirono in Egitto, dove proclamarono un governo in esilio, riconosciuto dagli Alleati. Gli inglesi incoraggiarono fortemente il re a nominare ministri centristi e moderati; solo due dei suoi ministri erano membri del governo dittatoriale che aveva governato la Grecia prima dell'invasione tedesca. Nonostante ciò, alcuni esponenti della resistenza di sinistra sostenevano che il governo fosse illegittimo, a causa delle sue radici nella dittatura di Ioannis Metaxas dal 1936 al 1941.
I tedeschi istituirono un governo greco collaborazionista, guidato dal generale Georgios Tsolakoglou, prima di entrare ad Atene, col nome di Stato ellenico, mentre nelle zone sotto occupazione italiana furono istituti Uffici per gli affari civili e sotto controllo del Regio Esercito senza un'unica autorità. Alcuni ufficiali di alto profilo del regime greco prebellico servirono i tedeschi in vari incarichi. Questo governo, tuttavia, mancava di legittimità e sostegno, essendo completamente dipendente dalle autorità di occupazione tedesche e italiane, e screditato a causa della sua incapacità di impedire la cessione di gran parte della Macedonia greca e della Tracia occidentale alla Bulgaria. Sia il governo collaborazionista che le forze di occupazione furono ulteriormente indeboliti a causa della loro incapacità di prevenire lo scoppio della Grande carestia con le politiche degli ammassi, con il tasso di mortalità che raggiunse il picco nell'inverno 1941-1942, che danneggiò gravemente la popolazione greca.

## La Resistenza partigiana in Grecia (1941-1944)

### I primi atti di Resistenza
Il primo atto di disobbedienza confermato in Grecia ebbe luogo la notte del 30 maggio 1941, prima della fine della battaglia di Creta. Due giovani studenti, Apostolos Santas, studente di giurisprudenza, e Manolis Glezos, studente dell'Università di Economia e Commercio di Atene, si arrampicarono segretamente sulla parete nord-ovest dell'Acropoli e strapparono la bandiera nazista che era stato issata dalle autorità occupanti.
Invece, il primo atto di resistenza armata avvenne il 17 giugno 1942, quando un piccolo gruppo armato capeggiato da Thanasis Klaras, meglio noto col nome di battaglia di Aris Velouchiotis, membro del Partito Comunista di Grecia dal 1924, internato dal regime di Metaxas e rimesso in libertà a seguito di una "dichiarazione di pentimento" e che faceva pressioni sul suo partito per formare bande armate, si presentò in un villaggio dell'Evritania, Domnitsa, cercò il contatto con la popolazione e dichiarò l'inizio della lotta armata contro gli occupanti. L'episodio divenne leggendario nella memorialistica greca e viene considerato come il primo atto della Resistenza greca che l'EAM (il Fronte di Liberazione Nazionale) e l'ELAS (il suo esercito popolare) di ispirazione social-comunista, condussero per primi contro gli italiani e i tedeschi.
Nel primo anno di occupazione si tennero numerosissime "proteste per il cibo", manifestatesi sia nelle città sia nei piccoli centri, che diedero poche preoccupazioni agli invasori. Vi furono anche, ad esempio, il 28 ottobre 1941, giorno dell'invasione italiana, dimostrazioni di piazza da parte di studenti e intellettuali che celebravano, in spregio agli occupanti, il coraggio dei greci nel resistere all'invasione dell'ottobre 1940 e misero le fondamenta dell'Anniversario del No, oggi festa nazionale greca. In città, però, le armi erano poche ed era difficile sottrarsi agli occupanti. Nel primo anno di occupazione, nelle zone agricole e montuose presidiate dagli italiani non si sviluppò un movimento resistenziale significativo. A Creta, in gran parte sotto dominio tedesco, si formarono presto bande partigiane legate direttamente alla tradizione insurrezionale antiturca dell'isola che, nonostante la loro precocità, non raggiunsero mai le dimensioni degli eserciti partigiani continentali.

### L'adesione delle campagne alla Resistenza
Fu il mondo contadino ellenico a dare prova di un'inaspettata mobilitazione tra il 1940 e il 1942, sebbene la massa rurale non fosse ispirata tanto dalle idee comuniste quanto piuttosto da generiche istanze di giustizia sociale. La Resistenza greca oggi è al centro di un forte dibattito storiografico e alcuni storici di orientamento revisionista ne mettono in discussione il carattere emancipatorio. Le prime reti dell'EAM fecero leva su notabili locali e sulle loro relazioni sociali, come ad esempio preti, insegnanti, medici e i politici locali. Ebbe anche meno importanza la tradizionale ostilità delle regioni interne verso lo Stato. Proprio qui le organizzazioni politiche urbane ritenevano che fossero zone poco favorevoli per la nascita di movimenti resistenziali. L'adesione del mondo agro-pastorale ellenico alla Resistenza è spiegabile con la storia del paese tra le due guerre. La penetrazione del venizelismo, il Partito liberale che portava avanti il progetto di modernizzare il paese, era stata discreta nei ceti contadini nella "nuova Grecia", cioè gli ingrandimenti territoriali tra il 1881 e il 1912 (Tessaglia, Macedonia ed Epiro) dove i latifondi del periodo ottomano erano stati trasformati in grandi aziende agricole col risultato che la grande proprietà aveva dominato le campagne per decenni e aveva fatto nascere uno strato contadino fatto di mezzadri, con larghe aree di autoconsumo e produzione per il mercato interno, povertà e analfabetismo. Nella "vecchia Grecia", cioè il primo Stato greco del 1831, le proprietà ottomane erano state incamerate al piccolo Regno e distribuite ai contadini, creando così uno zoccolo duro di piccoli proprietari con discrete possibilità di promozione sociale e accesso alle cariche pubbliche. Fino alla Prima guerra mondiale la questione agraria era rimasta un problema sociale esplosivo. Fu il primo ministro Eleuthèrios Venizelos a introdurre le prime riforme, legando i contadini di queste zone al movimento politico liberale di simpatie repubblicane, ma non risolse il problema poiché nonostante tutti i contadini greci fossero diventati piccoli proprietari, erano stati presto gravati dai debiti e molti dei rifugiati dall'Asia Minore vissero un impoverimento enorme rispetto alle condizioni d'origine, insieme alla crisi economica del 1929 che aveva poi dato il colpo finale. La divisione del paese in queste zone condizionò lo sviluppo della Resistenza. Nel Peloponneso, zona tradizionalmente filomonarchica, in cui la proprietà contadina favoriva una società conservatrice, il movimento resistenziale si sviluppò solo nell'estate 1943, grazie alle prime vittorie dell'ELAS nel nord e al supporto britannico. L'espansione dell'ELAS, invece, avvenne nella "nuova Grecia", dove la Tessaglia, uno degli epicentri delle lotte contadine nel periodo tra le due guerre, ne divenne il bastione. Nella regione del Pindo alcuni villaggi erano noti come "piccola Mosca" in cui l'EAM-ELAS aveva un appoggio totalitario.

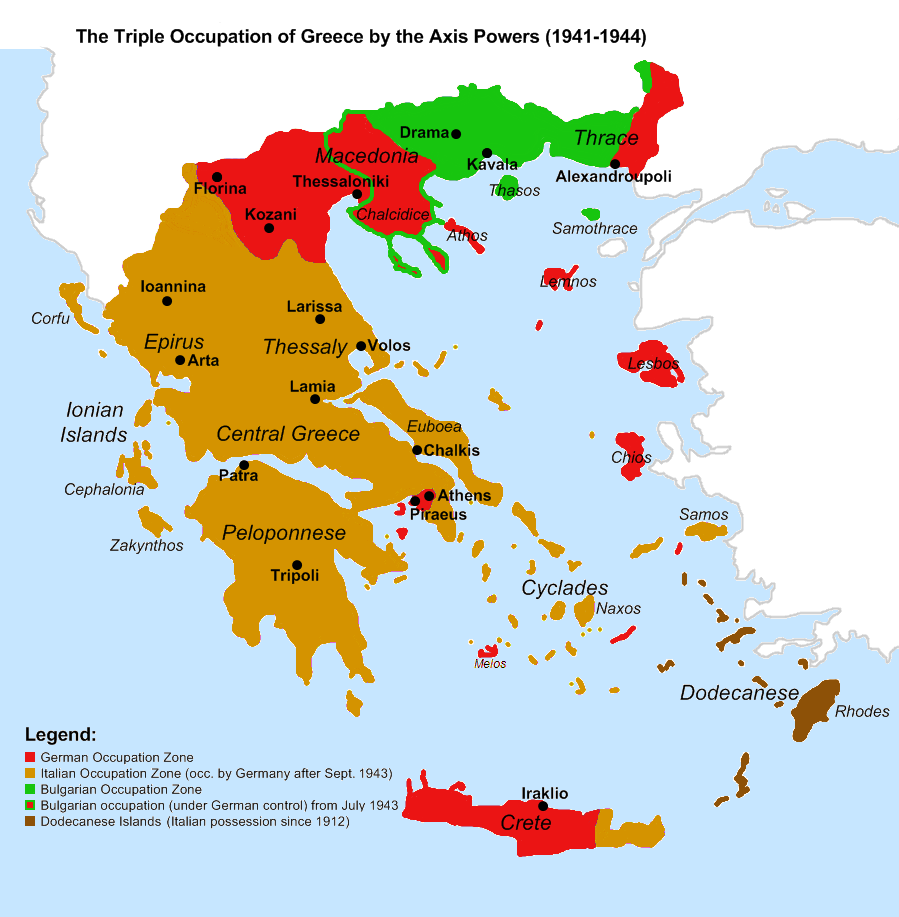
Occupazione militare del Regno di Grecia

## Rischi coinvolti
Resistere all’occupazione dell’Asse era irto di rischi. Il primo tra questi per i partigiani era la morte in combattimento poiché le forze militari tedesche erano di gran lunga superiori. Tuttavia, i guerriglieri dovettero affrontare anche la fame e le condizioni ambientali brutali sulle montagne della Grecia, mentre erano mal vestiti e calzati.
La resistenza comportava rischi anche per i greci comuni. Gli attacchi spesso provocavano uccisioni di rappresaglia di civili da parte delle forze di occupazione tedesche. I villaggi furono bruciati e i loro abitanti massacrati. I tedeschi ricorsero anche alla presa di ostaggi. Ci sono state anche accuse secondo cui molti degli attacchi dell'ELAS contro i soldati tedeschi non sono avvenuti per ragioni di resistenza ma miravano alla distruzione di villaggi specifici e al reclutamento dei loro uomini. Furono addirittura introdotte quote che determinavano il numero di civili o ostaggi da uccidere in risposta alla morte o al ferimento di soldati tedeschi.